# スディルマン
スディルマン（ラテン文字：SudirmanまたはSoedirman、1916年1月24日 - 1950年1月29日）は、インドネシアの軍人である。スディルマンはインドネシア独立戦争においてインドネシア軍を最高司令官として率いた人物であり、インドネシアでは広く尊敬され続けている人物である。スディルマンは1916年にオランダ領東インドのプルバリンガで生まれた後、プリヤイ（貴人）であった叔父に養子として引き取られた。1916年に家族とともにチラチャプへと引っ越すと、スディルマンは勤勉な学生として成長した。彼はイスラム組織ムハマディヤが運営するスカウトプログラムなどの課外活動にも非常に積極的であった。中等学校在籍時、スディルマンはリーダーシップとグループ組織化の技能を示し、イスラム教への献身的な態度からコミュニティ内で尊敬されるようになった。教育大学を退学した後の1936年、スディルマンは教師として働き始め、後にムハマディヤが運営する小学校の校長となった。スディルマンは他にもいくつかのムハマディヤ計画に参加しており、1937年にはムハマディヤ青年隊の隊長となった。1942年に日本がオランダ領東インドを占拠した後、スディルマンは教師を続けた。1944年、スディルマンは日本主導で結成された郷土防衛義勇軍（PETA）にバニュマス大隊長として参加した。大隊長として、スディルマンは僚友の兵士による反逆を鎮圧したが、後にボゴールに拘留された。
1945年8月17日にインドネシアが独立を宣言すると、スディルマンは拘留場から開放され、スカルノ大統領と面会するためジャカルタへと向かった。スディルマンはバニュマスにいる日本兵投降者を監督する役目を与えられ、人民安全保障軍の地方支部創設の後これを遂行した。暫定総司令官ウリプ・スモハルジョにより、彼は10月20日に当時自身が所属していた第5管区の部隊長に命じられた。1945年11月12日、ジョグジャカルタで軍の最高司令官を決定する会議が行われ、スディルマンは選挙によりウリプを破って最高司令官に選出された。スディルマンが生まれる前に既に軍人であったウリプは参謀長に任命された。承認を待つ間、スディルマンはアンバラワに陣取るイギリス軍とオランダ軍に対する攻撃を指示した。続く戦闘とイギリスの撤退によりスディルマンは民衆から大きく支持され、最終的に彼は12月18日に総司令官就任を承認された。続く3年間、スディルマンはオランダ植民地軍との交渉、一度目は自身が起草に参加したリンガジャティ協定、そしてレンヴィル協定（この協定により、オランダ軍の商品作戦が発動され35,000のインドネシア部隊の撤退期間中にインドネシアが元来治めていた土地を取り上げられることとなった）が失敗に終わる状況を目撃した。彼は内部から反発も受けており、この中には1948年のクーデター計画も含まれている。彼は後のこれらの問題を自身の結核に責があるとしている。結核により、彼は1948年11月に右肺の充填術を受けている。
スディルマンが病院から退院した数日後の1948年12月19日、オランダはジョグジャカルタ制圧を試みるカラス作戦を発動した。政治指導者層がスルタンの宮殿に防御拠点を作る間、小隊の隊長であったスディルマンと彼の隊、従医は南進し7ヶ月に渡るゲリラ戦を開始した。当初オランダ軍による追撃が行われたが、スディルマンはこれを回避してラウ山付近にあるソボに拠点を構え、これによりスディルマンはジャワにおいて軍事行動命令が可能となった。この中には1949年3月1日にスハルト中将により行われたジョグジャカルタ示威行動も含まれている。オランダ軍が撤退を始めた1949年7月、スディルマンはジョグジャカルタへと呼び戻された。スディルマンはオランダ部隊との戦闘を継続することを望んでいたが、これはスカルノにより禁止された。スディルマンは結核を再発、これによりスディルマンはマグランで余生を過ごすこととなった。彼はオランダがインドネシア独立を承認したわずか数カ月後に死亡した。彼はジョグジャカルタにあるクスマヌガラ英雄墓地（スマキ英雄墓地）に埋葬された。スディルマンの死はインドネシア中で悲しまれることとなり、半旗が掲げられ、葬儀の車列とその列を見送るために数千人が集まった。彼はインドネシアにおいて高く尊敬され続けている。彼が主導したゲリラ戦は軍の士気高揚に利用されており、スディルマンが行軍した100kmの長い道のりはインドネシア軍の士官候補生が卒業前にたどることが必須となっている。スディルマンは1968年に発行されたルピア紙幣に肖像画が使用されている他、数多くの通り、博物館、モニュメントに彼の名前がつけられている。1964年12月10日、スディルマンはインドネシア国家英雄となった。

## 生い立ち
スディルマンは父カーシド・カルタウィラジと当時姉妹のターセムとともに暮らしていた母シエムの間に生まれた。ターセムはオランダ領東インドのプルバリンガ、ボダス・カランジャティのレンバン分区長のラデン・コクロスナリョと結婚した三人の女性の一人であった。家族の記録によると、スディルマンは彼の叔父により名付けられたが、ジャワ暦の3月3日の日曜日に生まれた。インドネシア政府は後にスディルマンの誕生日を1916年1月24日としている。コクロスナリョはより良い財政状況にあったため、彼はスディルマンを養子にし、彼にジャワの貴人を意味する、ラデンの称号を与えた。しかし、スディルマンは18歳になるまでコクロスナリョが彼の生みの親ではないことを知らされていなかった。1916年の終わり頃にコクロスナリョが彼の役職であった長を辞任すると、スディルマンは家族とともにチラチャプのマンギサンへと移り住み、スディルマンはこの地で育つこととなった。チラチャプにおいてカーシドとシエムは他にムハマド・サミンガンという子を儲けていた。カーシドはスディルマンが6歳の時になくなり、その後シエムは自身の息子を彼女の義兄に預け、アジバランのパラカン・オンジェにある彼女の生まれ育った村へと戻っていった。
スディルマンは英雄譚とともに育ち、一般階級の人間の労働倫理や実直さとともに、貴族階級のエチケットや所作を教えこまれた。宗教教育に関しては、彼は兄弟とともに、キャイ（イスラム教の教師）でハッジのカハルの下イスラム教を学習した。スディルマンは信心深い子供であり、常に定刻に礼拝を行っていた。彼はアザーン及びイカーマにおいてすぐに信頼を得た。7歳の時、スディルマンは現地民のための学校（hollandsch inlandsche school）へと入学、そこでは平均的な生徒であった。生活するには十分であったものの、家族は裕福とはいえなかった。分区長の任期中、コクロスナリョには十分な蓄えはなく、チラチャプで彼はシンガーミシンの販売を行っていた。
学校の5年次、スディルマンは学業を辞めることを申し出た。これには、彼が政府運営の学校で嘲笑を受けていたことが関係していた。。この要求は最初拒否されたが、スディルマンは7年時にタマン・シスワが運営する中学校へと転校することとなった。8年時、タマン・シスワ中学校が登録を行っていなかったことが発覚して非認可学校条例の下に廃校になった後はウィロトモ中学校へと転校した。ウィロトモでスディルマンの教師を務めた人物の多くはインドネシアの民族主義者であり、このことはオランダ植民地支配に対するスディルマンの視点に影響することとなった。スディルマンは学校で勤勉に学習した。彼の教師であったスワルジョ・ティルトスポノは後に、スディルマンはクラスで1学期の内容を学習していた時すでに2学期の内容を学習していたと回想している。彼はジャワ文字の習得では学習成果が芳しくなかったが、スディルマンは数学、科学、そしてオランダ語とインドネシア語の作文能力に秀でていた。また、スディルマンは彼の教師であったラデン・モハマド・コリルの案内の下で更に信仰を深めた。彼の級友は彼の信心深さから彼に対して「ハッジ」というあだ名をつけ、スディルマンは他の生徒に説法を行っていた。学業や宗教活動以外では、スディルマンは学校の音楽隊とサッカーチームに所属しており、彼はディフェンダーを務めていた。1934年にコクロスナリョが亡くなると家族は貧しくなったが、スディルマンは卒業まで学費を支払うことなく学習を続けることを許可された。父の死後、スディルマンはスンナ（イスラム教の慣行）の学習と礼拝により多くの時間を割くようになった。19歳までに、スディルマンはウィロトモで教育実習生となった。
ウィロトモにいる期間中、スディルマンはウィロトモ学生連合、演劇部、バンドのメンバーであった。彼はボーイスカウトの世界組織である世界スカウト機構と似た組織であり、ムハマディヤにより運営されていたヒッツブール・ワタンの支部設立を助けた。スディルマンはウィロトモ卒業後チラチャプ分区の指導者となった。彼は自分のグループの活動を発案、実行する業務を与えられた。彼は宗教学習の必要性を強調し、チラチャプ出身の分隊はジャワ全体のムハマディヤの会合に参加すべきであると主張した。彼は若手のメンバーに対し、イスラム教の歴史や道徳の重要性を指導する一方で、年長のメンバーに対しては軍に近い規律を実施した。

## 教職
ウィロトモを卒業した後、スディルマンはムハマディヤが運営するスラカルタの教育大学で一年を過ごした。しかし、学資不足から後に退学した。1936年、スディルマンはムハマディヤが運営する小学校で教師として働くためチラチャプへと戻り、ウィロトモで恩師による訓練を受けた。同年、スディルマンはかつての同級生で富豪のバティック商人ラデン・サストロートモジョの娘であったアルフィアと結婚した。結婚後、スディルマンはチラチャプにある義兄の家で暮らす事となり、生家への入金が可能となった。スディルマンはアーマド・ティダルウォノ、ムハマド・テグ・バンバン・チャージャディー、トーフィク・エフェンディという三人の息子と、ディーディー・プラプティアステューティー、ディーディー・スツィアティー、ディーディー・プジャーティー、ティーティー・ワージュティー・サチャニンルムという4人の娘をもうけた。
教師として、スディルマンは生徒に対しイスラム教の預言者の生涯や伝統的なワヤン・クリ（影絵芝居）の物語から例を引いて道徳を教えた。彼の生徒の一人は後に、スディルマンは公平であり、ユーモアや民族主義を授業に交えながら教育を行う熱心な教師であり、生徒からの人気につながっていたと回想している。教職は勤労時間が長いものの給料は低く、スディルマンは教師の証明書を持っていないにも関わらず数年後には学校の校長となっていた。結果として、彼の月収は3グルデンから12.5グルデンへと4倍に増えることとなった。校長として、スディルマンは確執のある教師間の仲裁を含め数多くの管理業務を行うこととなった。当時共に働いていた教師は後に、スディルマンは温和で民主主義的な指導者であったと回想している。彼は自身の学校に必要な分と他の学校の施設建設の両方に対して寄付を募ることも行っていた。
この期間中、スディルマンもまたムハマディヤ青年隊の隊員としての活動を続けていた。グループ内において彼は交渉や調停のうまい人物として知られており、メンバー間の争い事を解決する役割を担っていた。彼は地方のモスクでもダアワ（説法）を行っていた。1937年末、ムハマディヤ青年隊バニュマス地区の長に選出された。この役割の中で、彼はメンバーの学習や活動を宗教、実学の両面で促進する方策を実施した。彼は後に中部ジャワ州中の青年隊活動の指導を行うこととなり、自身の自由時間の多くを旅行と自己認識を強調するイスラム教の説法に費やした。彼の妻となるアルフィアもまたムハマディヤが支援する活動の女性支部、ナスィアトゥル・アイスィヤで活動を行っていた。

## 日本軍政

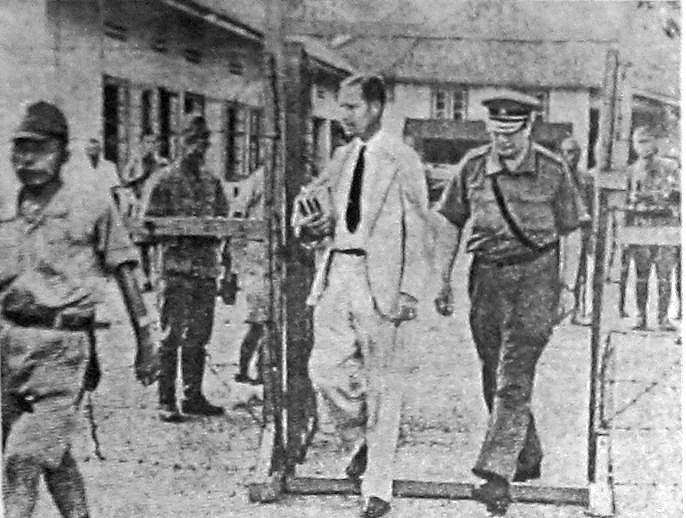
収容所に収監されたアリディウス・チャルダ・ファン・スタルケンボルフ・スタハウェル総督とハイン・テル・ポールテン総司令官。二人は1942年3月9日に日本軍の侵攻に降伏し、この後3年間に渡り日本軍政下におかれた。

第二次世界大戦がヨーロッパで勃発すると、当時既に中国本土で攻撃的な行動を行っていた日本がオランダ領東インドへと侵攻することが予測された。結果として、それまでインドネシアの原住民に対しては限定された軍の訓練しか施してこなかったオランダ領東インド植民地政府は戦略爆撃への対処法を大衆に教えるようになった。準備と平行して、植民地政府は空挺準備部隊（Lucht Beschermings Dienst）を組織した。コミュニティの間で尊敬を受けていたスディルマンはチラチャプ管区を率いるよう求められた。スディルマンは空襲に対処するため地域の市民への教育から離れ、地域全体の見張り台を設立した。彼とオランダ軍は爆撃を想定して飛行機から落ちてくる物体をくぐる訓練も行った。これは反応速度を向上することを意図したものであった。
1942年初頭に大日本帝国軍がオランダ領東インド占拠を開始、数々の戦いでオランダ軍とオランダ軍の訓練を受けた王立オランダ領東インド陸軍（Koninklijk Nederlands Indisch Leger、略称：KNIL）の連合軍を破った。1942年3月9日、アリディウス・チャルダ・ファン・スタルケンボルフ・スタハウェル総督と王立オランダ領東インド軍総司令官のハイン・テル・ポールテンは降伏した。これはインドネシアの統治に劇的な変化をもたらし、オランダ領東インドの非日本人の生活の質が低下、彼らの多くは日本人の手で拡散する人権弾圧に苦しむこととなった。チラチャプにおいて、スディルマンの学校は閉鎖され軍の前哨基地へと変更された。これは私立学校閉鎖という全土に広まる効果の一部分であった。スディルマンは日本人に学校を再開するよう説得、スディルマンと他の教師は標準に満たない道具を使用するよう命じられた。スディルマンはこの期間中、インドネシア国民協同組合（Koperasi Bangsa Indonesia）を含む複数の社会組織や人権組織を巻き込んで行動を行っていた。これにより、スディルマンはチラチャプの人々の間においてより広く認知されることとなった。
日本が運営する衆参議会で1年代表者を務めた後、1944年初頭にスディルマンは郷土防衛義勇軍（Pembela Tanah Air、略称：PETA）への参加を求められた。日本軍政下の政府は1943年10月に連合軍侵攻を防ぐため郷土防衛義勇軍を結成しており、オランダの植民地支配に「染まっていない」若者の勧誘に力を入れていた。スディルマンは若い時に膝の怪我をしたこともあって数日躊躇したが、ボゴールでの訓練参加を承諾した。コミュニティ内の彼の立ち位置により、スディルマンは司令官（daidanco）になるよう命じられ、同じ位の他の人々とともに訓練を行った。日本軍将校や兵士の訓練を受け、士官候補生たちは没収した旧オランダ軍装備を使用して武装した。4ヶ月の訓練の後、スディルマンはチラチャプからほど近い中部ジャワ州バニュマスのクローヤ大隊に配属された。
スディルマンは1945年4月21日まで郷土防衛義勇軍の司令官として何事も無く過ごしていたが、クサウリ司令官による命令を受けた隊が日本に対する反旗を翻しはじめた。反乱を抑えるよう命じられ、スディルマンは郷土防衛義勇軍の反逆が害をなさない場合、流れ着いた者に関しては壊滅行動を行わないという条件でのみ反乱鎮圧を行うことを承諾した。この条件は日本軍司令部に受け入れられ、スディルマンと彼の大隊は反逆者の調査を始めた。クサウリの隊は当初軍に対し発砲していたが、スディルマンが拡声器を用いて自分の隊が害をなさないことを述べると、彼らは撤退していった。クサウリは4月25日に投降した。これは占領軍内のスディルマンに対する支援につながったが、インドネシア独立へのスディルマンの支援に対する懸念を表明する日本軍将校もいた。スディルマンと彼の大隊はすぐにボゴールの駐屯地に戻り、表向きは訓練を行っていた。しかし、将来の蜂起を妨げるための方法として、彼らには重労働が課せられており、大隊中には郷土防衛義勇軍の将校が殺害されたという噂が流れていた。

## 独立戦争

### 総司令官

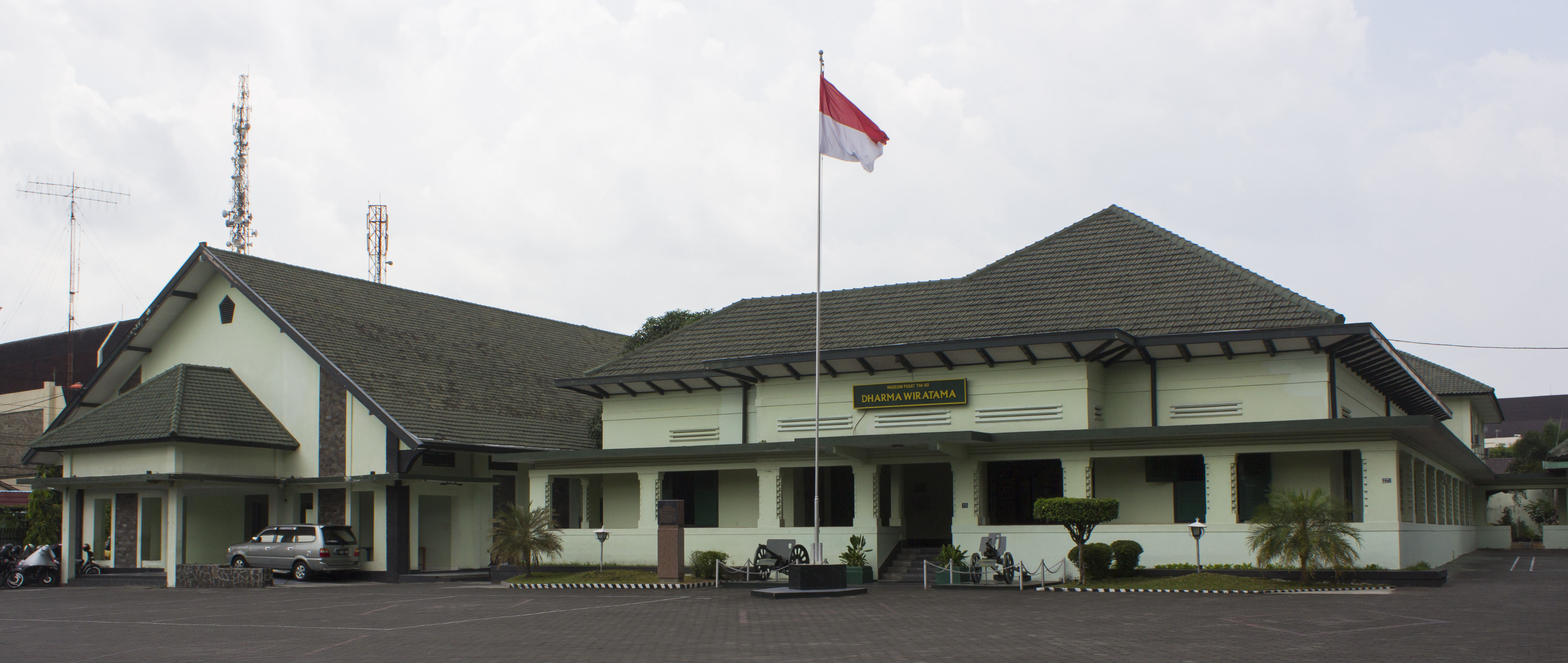
ジョグジャカルタのゴンドクスマンに位置していたTKR本部。現在はダーマ・ウィラタマ博物館となっている。

1945年8月、広島と長崎に原子爆弾が投下されたという知らせが東インドに入った後、8月17日にインドネシア独立宣言が発表された。これは日本の支配が弱まっていることの証であった。スディルマンはボゴールの駐屯地から蜂起を指導した。仲間の者は日本軍兵士を攻撃するよう求めたが、スディルマンは攻撃は行わないよう説得した。その他の者に彼らの出身地に戻るよう命じた後、スディルマンはジャカルタへと向かいスカルノ大統領と会談した。スカルノはスディルマンに対し、ジャカルタ市内の日本軍に対する抵抗運動を指揮するよう求めた。ジャカルタには馴染みがなかったためスディルマンはこの命令を拒否し、代わりにクローヤでの指揮を求めた。彼は1945年8月19日にこれまでの任務を辞任した。同時に、オランダによるインドネシア奪還の過程で連合軍が闖入してきた。1945年9月8日、イギリス軍の最初の部隊が到着した。
8月下旬、スカルノは前郷土防衛義勇軍、日本軍兵補、KNILの軍隊を統合して人民治安団（Badan Keamanan Rakjat、略称：BKR）を設立した。BKRは主に警察組織として機能していたが、これはひとつには新たな国の国際的な認知を受けるため、政治指導者が外交に利用することを目的として設立したという面があり、また一つにはインドネシアに残留する日本軍に対し過度に攻撃的であることを露見することを避けるためであったとも言われる。スディルマンと彼の僚友であった郷土防衛義勇軍の兵士はクローヤでの活動をやめ彼の大隊が解散したことを確認した後、8月下旬にBKRのバニュマス支部を結成した。地域に残留する日本軍将校田村三郎及びバニュマス駐在員の岩重との会合において、武装したインドネシア人の集団が日本軍駐留地を取り囲む中、スディルマンとイスカク・コクロアディスリョは日本軍に対し、投降して彼らの武器を引き渡すよう要求した。これらの武器の多くは後にスディルマンのBKR隊により使用され、インドネシア国内でも有数の良装備を有する部隊となった。余った武器は他の大隊へと渡された。
新たな独立国家は未だ職業軍人による軍隊を有していなかったため、1945年10月5日、スカルノは人民安全保障軍（Tentara Keamaanan Rakjat、TKR、現在ではTentara Nasional Indonesiaとして知られている）を創設する法案を発した。ほとんどの将校は以前のKNILの将校であったが、一方で一般兵士はほとんどが郷土防衛義勇軍と兵補により構成されていた。大統領令により陸軍総司令官とされたスプリジャディが名乗り出ることはなく、参謀長のウリプ・スモハルジョ中将が暫定総司令官を務めることとなった。同年10月、イギリス率いる部隊はスマランに到着して日本軍部隊の武装解除とオランダ人捕虜の本国送還を行った後、マグランへと南進した。イギリスが本国へ送還となったオランダ軍捕虜に対し武装を施し始めマグランに前哨基地を作る準備をしているように見えたため、スディルマンはイスディマン中将指揮のもと自分の部隊を派遣し彼らを追い払うよう指示した。作戦は成功し、ヨーロッパの兵士たちはマグランとスマランの中間に当たるアンバラワまで撤退した。10月20日、ウリプがジャワ島を異なる軍事区分へと分割すると、スディルマンは5区の司令官となった。
1945年11月12日、軍高官による最初の会合が開催され、スディルマンは2回の投票の後、3回目の投票で軍の総司令官に選出された。3回目の投票では、ウリプが21票を獲得した一方でスディルマンは22票を獲得した。スマトラ島出身の軍区司令官は満場一致でスディルマンに投票し、得票数が割れる原因となった。。当時29歳であったスディルマンは自分が選出されたことに驚き、総司令官の役職をウリプに返上することを申し出たが、会合はそれを許さなかった。投票に先立ち会合を制御できなくなっていたウリプ自身は、軍全体の責任を負う必要がなくなったことに喜んだ。スディルマンはウリプに、自分の下でも引き続き参謀長の職を務めるよう求めた。新しい役職を受け入れたことにより、スディルマンは大将に昇進した。会合後、スディルマンはTKRの指導者として承認を待つためバニュマスに戻り、連合軍を撃退する方法に関する戦略を練り始めた。インドネシア人はオランダ人がオランダ領東インド民政部（Nederlandsch Indië Civil Administratie）を通して再度インドネシアを植民地支配を試みるのではないかと恐れていた。オランダ・イギリス連合軍の兵士は9月にジャワ島に到着し、10月下旬から11月上旬にかけてスラバヤで大規模戦闘が起きた。スディルマンの選考過程に対するスカルノの疑心に加えこの不安定な状況により、スディルマンの総司令官就任は遅れることとなった。
総司令官就任の承認を待つ間、スディルマンは11月下旬に第5管区に対しアンバラワに位置する連合軍を攻撃するよう命じ、再度イスディマンと戦闘を開始した。アンバラワには植民地時代に建設された兵舎や訓練施設により、戦略的に重要な拠点であると考えられていた。この攻撃は爆撃と戦車の使用により迎撃され、第5管区部隊は撤退を余儀なくされた。イスディマンはこの戦闘でP-51の機銃掃射により殺害された。その後、スディルマンは第5管区部隊に対し連合軍への再攻撃を命じた。インドネシアの部隊は竹槍や日本軍が使用していた日本刀からライフルまで様々な武器を装備していた。一方、イギリス軍は近代装備を装備していた。スディルマンは刀を振り回しながら正面から突撃した。連合軍側は、ゲリラ戦士がスマランにあるカリバンテン飛行場を襲撃した際、空軍による支援がなく、防戦一方となり、ウィレム砦に立てこもった。12月12日、スディルマンは4日間に渡る包囲戦を展開し、これにより連合軍はスマランへと撤退することとなった。

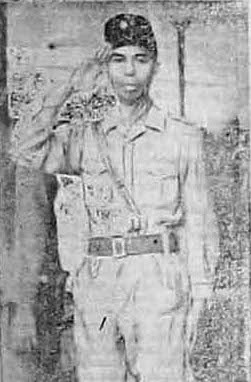
スディルマン、1946年初頭

アンバラワの戦いは国家レベルでスディルマンへの注意を大きくひきつけることとなり、軍事経験不足や教師として雇用されていた経歴を理由に、スディルマンは総司令官にそぐわないのではないかという声が口々に聞かれた。結局、スディルマンは忠誠心が嘘偽りないものであるため総司令官に選出された。一方で、ウリプは以前示したオランダに対する忠誠の誓いにより疑念の目を向けられることとなった。スディルマンは1945年12月18日、総司令官として承認された。第5管区部隊長はスティロ大佐に引き継がれ、戦略的な問題に焦点が当たり始めた。これは政治的、軍事的問題の両方に対し一般的な助言を与える顧問会を設立することで部分的には解消された。ウリプは多くの軍事問題に対し対処を行った。
スディルマンとウリプはともに行動することにより、旧KNILやPETAの部隊の間の違いや不信感を取り除く事ができたが、いくつかの部隊は中央の命令に従うことを嫌い、代わりに自分たちの人気で選出された部隊長に従うことを選んだ。1946年1月、政府は軍の名称を2回変更した。1度目は人民救済軍（Tentara Keselamatan Rakjat）、2度目はインドネシア共和国軍（Tentara Repoeblik Indonesia、略称：TRI）であった。これに続き、1946年初頭には海軍と空軍を正式に設立した。同期間中、インドネシア政府は1月に、オランダの制御下にあったジャカルタからジョグジャカルタへと拠点を移した。シャフリル首相をはじめとする代表団は4月と5月の大部分をオランダにインドネシアの主権を認めさせる交渉に費やしたが不調に終わった。5月25日、スディルマンは拡張された軍隊の再組織化の後、改めて総司令官として承認された。セレモニーにおいて、スディルマンは「自身の血の最後の一滴が流れ落ちるまで共和国を守る」と誓った。
再組織により力をつけた左翼のアミル・シャリフディン国防相は、様々な政党に融資を受け、忠誠を誓う左派民兵部隊（laskar）とともに直接掌握する社会主義者や共産主義者の部隊を集め始めた。国防相は軍に政治教育プログラムを設立したが、これは軍の内部に左派のイデオロギーを広めることを意図していた。異なる軍事経験や背景を持つ兵士に対し平等な扱いを行うことに腐心していたスディルマンとウリプは、このような政治工作のための軍の利用に対し失望した。しかし、民衆の間ではスディルマンはクーデターの準備をしているという噂が広がっていた。1946年7月上旬にクーデターが起こったが、スディルマンの役割があったかどうかは定かでない。7月、スディルマンはインドネシア共和国国営放送（RRI）番組上で、自身はすべてのインドネシア人と同じく国家の僕であり、もし自身に大統領職の要請があったとしてもこれを辞退するというスピーチを通してこれらの噂を一蹴した。後年のキャリアにおいて、スディルマンは「軍は政治の中にいかなる居場所もなく、逆もまた真である」と述べた。

### オランダとの交渉
一方、シャフリルは連合軍との交渉を行っていた。1946年10月7日、シャフリルと前オランダ首相（当時）のウィム・スヘルメルホルンは停戦に向けた調整を行うことで合意した。会合はイギリスの外交官マイルズ・ランプソンによる調停で進んでおり、スディルマンも同席した。彼はジャカルタへの特別列車に乗り、10月20日に出発した。しかし、オランダ軍の部隊がスディルマンと側近が武器を装備してジャカルタへ入ることを拒否すると、スディルマンはそのような命令は破廉恥であると感じ、ジョグジャカルタへ引き返すよう命じた。オランダ軍は目的を誤解していたとして謝罪した。スディルマンは10月下旬に別の列車に乗り、11月1日にジャカルタのガンビル駅に到着、彼は大群衆から歓迎を受けた。ジャカルタでの会合により11月15日、リンガジャティ協定の起草が行われた。インドネシアの民族主義者による強い反対があったものの、協定は1947年3月25日に批准された。スディルマンはこの協定はインドネシアの利益にとって有害なものであることに気づいて反対していたが、自身に対する命令に義務的に従うべきだと考えていた。
1947年初頭、リンガジャティ協定が比較的平穏のうちに発効されると、スディルマンは様々な「ラスカル」でTKRを統合する作業を始めた。委員会の一部として、スディルマンは軍の再構築を開始した。1947年5月に大筋で統合合意に達し、1947年6月3日にインドネシア国民軍（Tentara Nasional Indonesia、略称：TNI）が設立された。TNIはTKR軍と様々な「ラスカル」部隊から成り立っており、スディルマンは政党による工作拡大に気づいた後始めてlaskarを軍の構成に含めた。しかし、停戦は合意が長くは続かないことも含意していた。1947年7月21日、オランダ軍（イギリス軍の撤退中にイギリスの残した占領地を手中に収めていた）は商品作戦を発動し、すぐにジャワ島とスマトラ島の大部分を支配下に置いた。ジョグジャカルタの国民政府は手付かずの状態だった。スディルマンは「イブー・ペルティウィが呼んでいる！イブー・ペルティウィが呼んでいる！」という暗号を使用して軍に戦うよう命令し、後にオランダ軍と戦う兵士を鼓舞するためRRIを通していくつかのスピーチを通達したがこの試みは失敗に終わった。インドネシア人兵士は準備ができておらず足並みはすぐに乱れた。

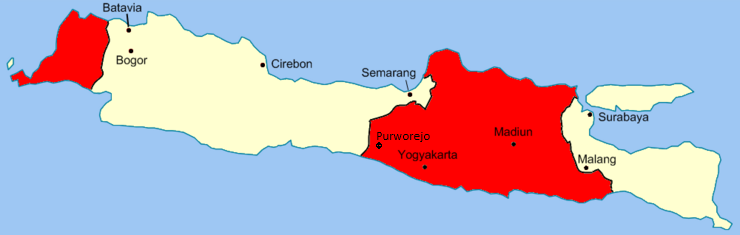
ファン・モーク境界線、赤の領域がインドネシアの支配下にあった地域。1947年、スディルマンはオランダ軍の支配領域から35,000人を超える部隊を呼び戻すことを余儀なくされた。

旧東インドの状況を侮っていた国際連合の圧力により、1947年8月29日オランダ軍は自軍の支配領域とインドネシア軍の支配領域を分割するファン・モーク境界線を設定、この境界線に沿って停戦が呼びかけられた。スディルマンはインドネシアのゲリラ部隊にオランダの支配領域で隠れることを言い含めた上で、インドネシアの支配領域に生還するよう命じた。兵士たちの士気を高揚させるため、スディルマンは撤退について、ムハンマドのマディーナへの聖遷を連想させる「ヒジュラ」という言葉で言及し、彼らが生還することを暗示した。35,000以上の部隊がこの命令で西ジャワを離れ、列車や船でジョグジャカルタへと向かった。この境界は1948年1月17日にレンヴィル協定で形成されたものであった。これはアミル・シャリフディンにより首相として署名がされていた。一方、シャリフディンは軍の合理化を始め、部隊数の削減を行った。当時通常の軍は350,000人の兵士から成り立っており、さらに47,000人を超える兵士が「ラスカル」に所属していた。
この計画の中では、大統領令により1948年1月2日に始まった軍の総司令官を解任された。スディルマンは中将に降格となり、一方で空軍総司令官にはスルジャディ・スルジャダルマを総司令官とする意図があった。そのすぐ後、シャリフディンはレンヴィル協定への関与に対し内閣不信任決議が行われたことで失脚し、新たな首相には合理化計画を推進していたモハマッド・ハッタが就任した。これにより、合理化推進派と反対派のグループによる数ヶ月間に渡る討論が行われることとなった。スディルマンは計画に反対する数多くの古参の司令官を含む兵士の結集や運用を任されることとなった。スディルマンは1946年6月1日に正式に総司令官に再度着任し、合理化の命令をうまく無効にしていった。スディルマンは彼の副官としてアブドゥル・ハリス・ナスティオン大佐を選んだが、中将のままであった。
合理化計画が次第に縮小する中で、シャリフディンは東ジャワのマディウンでプロレタリア革命を起こすためインドネシア社会党やインドネシア共産党、全インドネシア労働組織組合の会員から兵士の結集を始め、革命行動が1948年9月18日に実行に移された。当時病気により自宅にいたスディルマンは革命に対する対処を行うため、ナスティオンを送り込んだ。また、スディルマンは攻撃前に平和調停役として二人の将校を送った。革命指導者のムソは和平交渉に従順であったが、ナスティオンと彼の部下は9月30日までに反乱を鎮圧した。スディルマンは反乱後まもなくマディウンを訪問し、後に彼の妻に対し、あらゆる流血に対し何もせずただ寝ている事はできなかったと語っている。

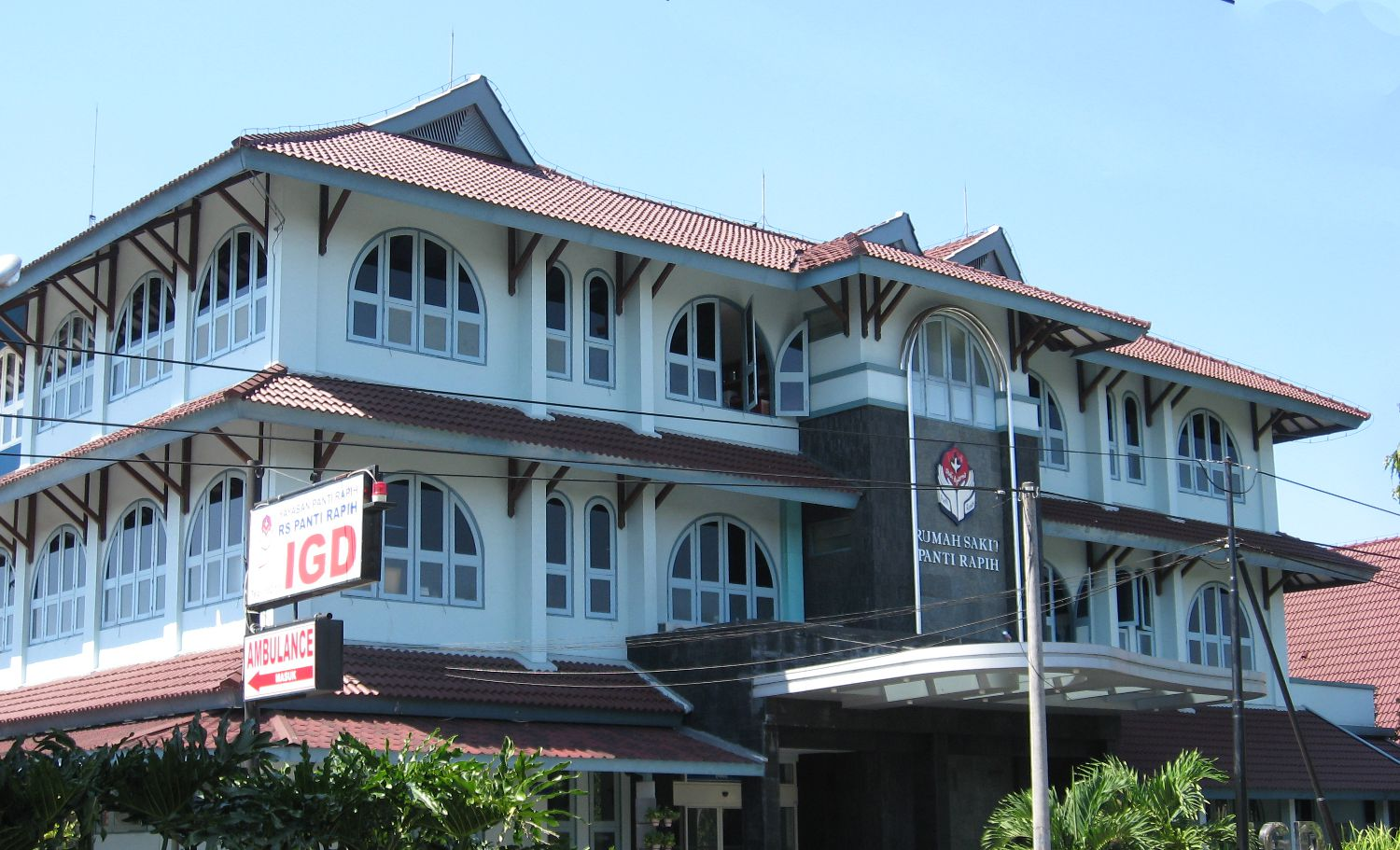
パンティ・ラピー病院。スディルマンはここで結核の療養を行った。

この反乱と継続する不安定な政治状況はスディルマンの原動力を蝕んだ。1948年10月5日、軍の3周年集会の後、スディルマンは倒れた。複数の医者による診察の後、彼は結核にかかっていると診断された。その月の終わり、彼はパンティ・ラピー病院へと移送され、結核の進行を止める望みを託して右肺の充填術を行うこととなった。入院期間中、スディルマンは彼の任務のほとんどをナスティオンに任せていた。しかし、二人はオランダ軍に対する戦闘計画の討議を続けており、スディルマンは引き続き状況報告を受けていた。彼らは5月以降オランダ軍支配下領域へ襲撃をかけていたゲリラ戦が彼らの要請に見合う最良の戦法であることで合意した。この目標に向けて、スディルマンは11月11日、準備のほぼすべてを担当していたナスティオンとともに司令を発した。スディルマンは1948年11月28日に病院から解放された。
退院後も議題検討を続けた後、スディルマンは12月17日になって初めて職務に復帰した。オランダ軍とインドネシア軍の緊張が高まることを考慮し、スディルマンはTNIの兵士に警戒レベルを高めたまま待機するよう命令した。また、オランダ軍に対しTNIの攻撃能力を過大評価させる試みに失敗した場合に備え、大規模軍事訓練を命じた。彼らはもはやレンヴィル協定に縛られないという夜間告知を行った2日後の12月19日、オランダ軍はカラス作戦を発動し、ジョグジャカルタにある首都奪還計画を敢行した。現地時間午前7時10分（UTC+7）、マグウォ飛行場はEekhout大将の命令の下空挺部隊により陥落した。スディルマンは敵の攻撃に気づき、RRIを通じ、インドネシア軍兵士は訓練通りゲリラとして戦うよう命じた
1. 1948年12月19日、オランダ軍はジョグジャカルタ市内とマグウォ飛行場を攻撃した。
2. オランダ政府は停戦を拒否した。
3. すべての兵士は通達通りオランダ軍の攻撃に対処せよ。[注釈 24]

。
その後彼はジョグジャカルタ中心部にある大統領官邸に向かったが、そこでは政府指導者が植民地支配を受け入れないならばジョグジャカルタは混乱に陥るであろうと記述されたオランダの最後通告に関する議論をしていた。スディルマンは大統領と副大統領はジョグジャカルタを離れ彼らが以前約束していた通りゲリラとして戦うよう上申したが、この提案は却下された。侍医は止めたが、スディルマンはスカルノから彼の配下に加わる許可を受けた。中央政府はスルタン・ハメンクブウォノ9世の促しもあってスルタンの宮殿へと避難したが、彼らは拘束され収監された。

### ゲリラ戦
スディルマンは最初彼の公邸に向かい重要書類を集め、オランダ軍の手に落ちることを防ぐため書類を焼却した。少数の兵士からなるスディルマンの護衛隊と彼の侍医はその後進路を南に取り、バントゥルのパラントリティスにあるクレテクへと向かい、そこで18時に地方本部による歓迎を受けた。数日をクレテクで過ごしたが、この期間中スディルマンは偵察のため諜報部隊をオランダ軍支配下の都市に送り、彼の妻に宝石を売ってゲリラ活動の資金支援に充てるよう伝えた。スディルマンと彼の護衛隊は南の海に沿ってウォノギリへと東に旅を続けた。ウォノギリには複数のバスが運行されていたため、スディルマンはオランダ軍の攻撃以前より既に東ジャワからゲリラの指令を行う場所に選定していた。その間、妻のアルフィアと彼の子供は宮殿にとどまるよう命じられた。オランダ軍により追跡を受けていることに気づいたスディルマンは12月23日に部隊に対しポノロゴへと向かい、そこでキャイでありウラマーのマーフズの家に待機するよう命令した。マーフズはスディルマンの歩行を助けるため杖を与えたが、スディルマンは輿による移動を続けた。彼らはさらに東進を続けた。

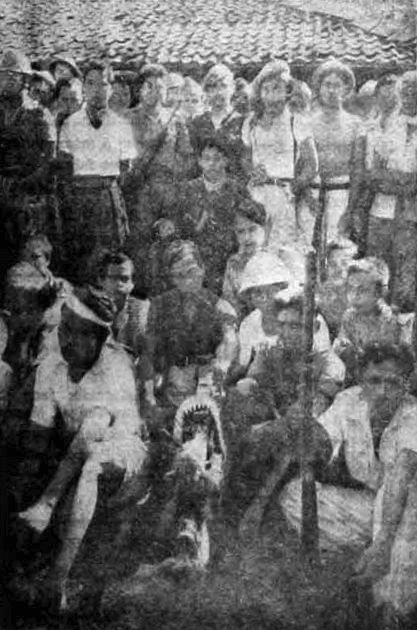
ゲリラ作戦遂行中、部隊に囲まれるスディルマン

トレンガレク郊外で、スディルマンと彼の部隊は102部隊に属するTNIの兵士により進行を止められた。市民の服を着ており部隊に真の姿を認知されていなかったスディルマンは兵士たちに間で収監されたと伝えられていたため、兵士たちは部隊の通過を拒否した。彼らはスディルマンの部隊がインドネシアの軍事行動に関する地図や書類を持ち運んでいたため、スパイではないかと懐疑的になっていた。部隊長のザイナル・ファナニ少佐が状況を把握するため訪れ、スディルマンと共にいることに気づいて謝罪した。部隊の兵士の行動は担当地域を懸命に守るための正しい行為であったと語った後、ファナニはクディリ支部に電話をかけ、スディルマンと彼の部隊を拾うための車を送るよう命じた。クディリにしばらく滞在した後、彼らは更に東へと向かった。彼らがクディリを離れた12月24日、オランダ軍の飛行機がクディリを攻撃した。
継続されるオランダ軍の攻撃に対し、部隊から提案を受けたためかスディルマンは自身の衣服を変更し、自身の衣服を兵士の一人でありスディルマンと容姿が似ていたヘル・ケッセル少尉に与えた。スディルマンはケッセルに対し多数の仲間の兵士とともに南に向かった後に衣服を捨て密かに北へと戻るよう命じ、一方でスディルマンはカランノンコで待機した。この陽動作戦は成功し、12月27日、スディルマンと彼の部隊はジャンブ村への道を進んだ。1949年1月9日に到着後、スディルマンはジョグジャカルタへのオランダ軍の攻撃時首都にいなかったスペノやスサント・ティルトプロジョ、スシロワティといった複数の政府高官と会談した。スディルマンは彼らとともにバニュトゥウォへと進み、部隊の数人の兵士に対し居残ってオランダ軍地上部隊の進軍を引き延ばすよう命じた。バニュトゥウォで、彼らは一週間以上滞在した。しかし、1月21日、オランダ軍がバニュトゥウォに接近すると、スディルマンと彼の部隊は村を離れることを強いられ、豪雨の中自分たちの道を切り開くべく奮闘した。
スディルマンと彼の隊はジャングルや森の中の行軍を続けた後、2月18日にラウ山付近にあるソボへと到着した。この旅程の中で、スディルマンは彼が安全であると信じていた地方のTNI部隊に命令を伝達するためラジオ放送を使用した。彼は森の走破や食料不足などを含む物理的な困難に直面して弱気になっており、またソボ周辺地域が安全であると信じていたスディルマンはソボをゲリラ拠点に定める決定を下した。ソボ地方の総司令官であったウィリアーター・フタガルン中将は他のTNI指導者との仲介役を果たした。インドネシアにおけるオランダの行動を強く非難し始めた国際世論がインドネシアを広く認知していることに気づき、スディルマンとフタガルンは大規模攻撃で合意する前の行動の可能性について議論した。一方、オランダはオランダ軍がスディルマンを捉えたと主張するプロパガンダを拡散し始めていた。この主張はゲリラの士気を下げることを意図して発せられたものであった。
スディルマンはフタガルンに対し、TNI兵士によるオランダ軍への攻撃と外国通信社と国際連合調査チームの目の前で彼らの強さを見せる作戦の立案を始めるよう命令した。フタガルンは自身の司令官であったバンバン・スゲン大佐下の高官及びウォンソヌゴロ政府下の高官とともに、数日にわたり攻撃を確実に成功に導く方法に関して議論を交わした。この議論は1949年3月1日の総攻撃へと結びつき、TNI兵士が中部ジャワ州を超えてオランダ軍の前哨基地を攻撃するに至った。スハルト中将指揮下の隊は撤退6時間前にジョグジャカルタを再度奪還、示威行動の成功はTNI根絶を宣言していたオランダの国際社会における面目を潰すこととなった。しかし、誰が総攻撃を命じたのかという点に関しては依然不明なままである。スハルトとハムンクブワナ4世が命令の責任者であったと主張しているが、一方でバンバン・スゲンの兄弟は突撃命令を小耳に挟んだと証言している。

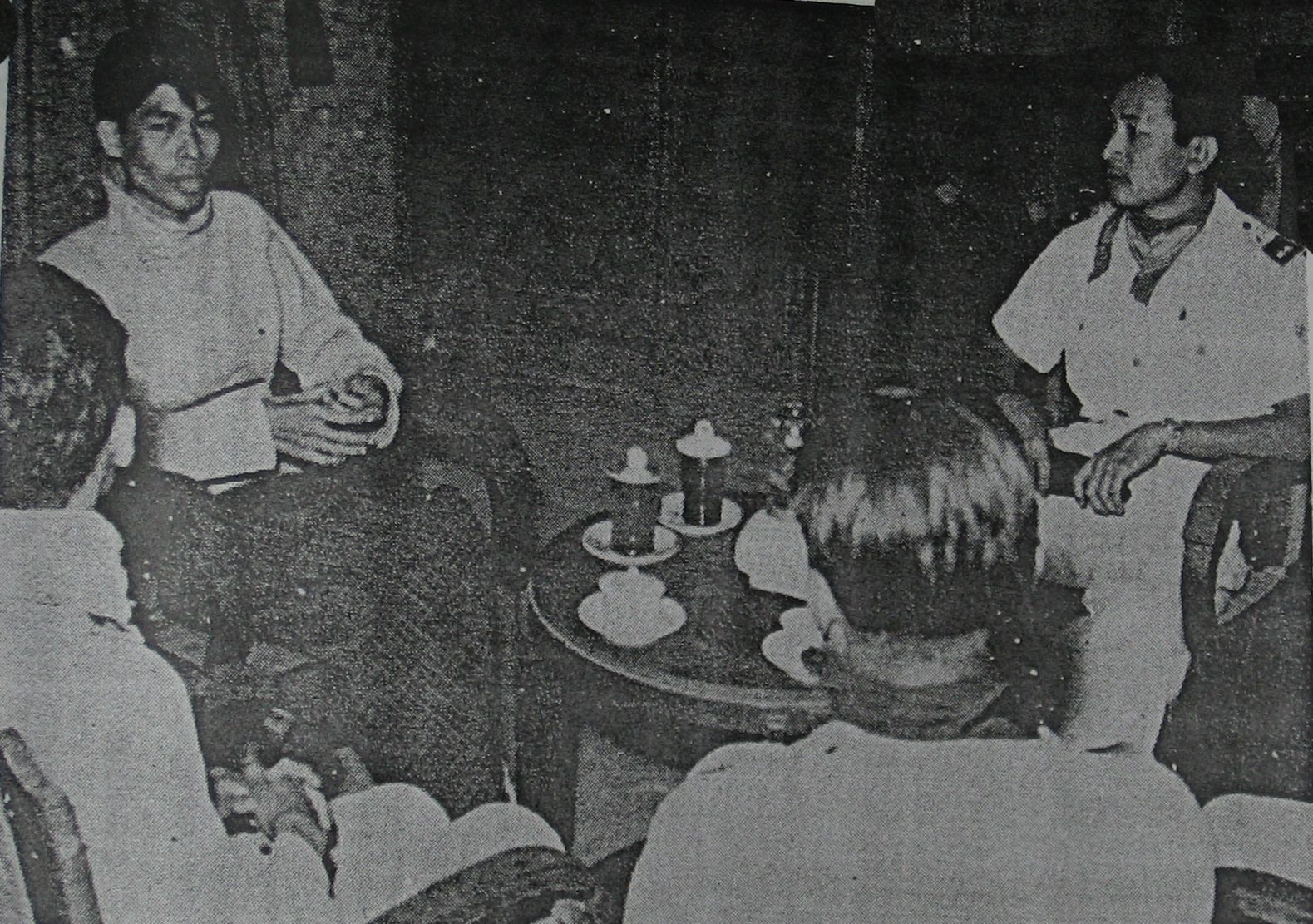
スディルマン（左）、ソボでスハルト中将と会談する様子

国際連合からの圧力が増す中、1949年5月7日にオランダとインドネシア間の交渉によりルーム＝ロイエン協定が締結されることとなった。これはオランダがジョグジャカルタから撤退することを保証したものであり、その他の点に関しても物議を醸すものであった。オランダは6月下旬に撤退を開始し、インドネシアの指導者層は7月上旬に拘留場からジョグジャカルタへと戻り始めた。スカルノはスディルマンに対しても同様に帰還するよう命令したが、スディルマンはオランダを戦いなしに撤退させるこの命令を拒否した。彼はTNIを当時戦意を喪失していたオランダを破るに十分強大になっていると考えていた。スカルノはジョグジャカルタにおいて治療と支援を約束したが、スディルマンはオランダにおとなしく従うことになると考えスカルノの命令を拒否した。資料によれば差出人の意見に対し同意しなかったことになっているものの、スディルマンは手紙を受け取った後に初めて帰還に同意した。。7月10日、スディルマンと彼の隊はジョグジャカルタに戻り、彼の隊は数千人の市民から歓迎され、地元有力者から暖かく受け入れられた。レポーターのロシハン・アンワルは1973年に「スディルマンは共和国指導者層間における認識の相違が露見することを避けるため、ジョグジャカルタに戻ってこなければならなかった」という記事を書いている。

## 戦争後と死
8月上旬、スディルマンはスカルノと会談しゲリラ戦を継続するかどうか尋ねた。スディルマンはオランダが以前の合意失敗に基づいて作ったルーム＝ロイエン協定により妥結することを望んでいなかった。スカルノがこれに賛同しなかったことはスディルマンにとってショックであった。スディルマンが政府が一貫性のなさをスディルマンの結核と1948年のウリプの死の所為にしていると指摘し彼の役職を辞任すると脅迫すると、スカルノは好きな様にすれば良いと返した。スディルマンはこのような辞任は不安定要因をもたらすと考えて辞任を思いとどまり、1949年8月11日にジャワ島全域にわたる停戦は効力を発揮した。
結核による苦しみが続いたため、スディルマンはパンティ・ラピー病院で診察を受けることとなった。彼は病院に長くとどまり、10月になり退院した。その後スディルマンはパケム付近にあるサナトリウムに移送された。病気の結果、スディルマンは民衆の前にはほとんど姿を表さなかった。スディルマンは12月にマグランにある自宅へと移送された。その期間中、インドネシア・オランダ両政府は数ヶ月に渡る討議の末、1949年12月27日にオランダがインドネシアを独立国として認めることとなった。スディルマンは病身にも関わらず、TNI、そして新たに設立されたインドネシア共和国の総司令官として再確認された。12月28日、ジャカルタはかつてのように再び国の首都となった。

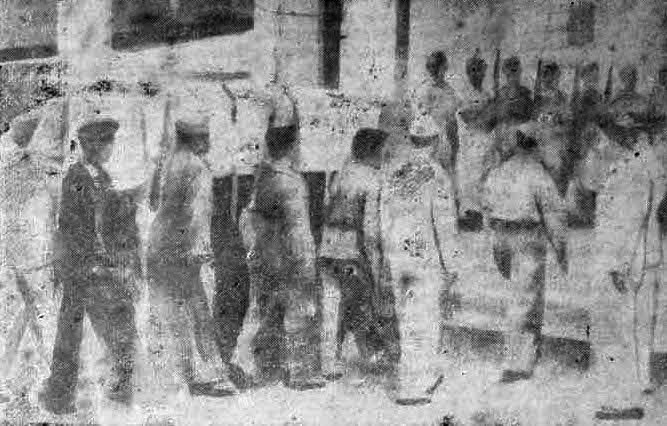
兵士により移送されたスディルマンの棺

スディルマンは1950年1月29日の18:30にマグランで亡くなった。この知らせはRRIを通して特別番組の中で報じられた。彼の死の知らせを受け、スディルマンの家族の家には自宅付近に駐屯していた第9旅団の兵士全員を含む夥しい数の人が訪れた。翌朝、スディルマンの遺体はジョグジャカルタへと移送された。4つの戦車と80台の自動車からなる葬儀の車列ができ、何千もの葬儀参列者が通りの脇に立った。車列は第9旅団の兵士により組織された。
葬儀は午後にジョグジャカルタの大モスクにて開催され、インドネシア国内外含め数々の有力政治家、軍人が出席した。この中にはアブドゥル・ハリム首相、ハメンクブワナ4世国防相、ヨハネス・ライメナ保健相、アブドゥル・ガファル・プリンゴディド法務相、アーノルド・モノヌトゥ情報相、インドネシア空軍総司令官スルジャディ・スルジャダルマ、パク・アラム8世大佐、そしてスハルトが含まれていた。葬儀は24発の弔砲とともに終了した。スディルマンの遺体はクスマヌガラ英雄墓地へと移送され、参列者は2kmの道のりを歩いて進んだ。彼は再度の礼砲の後ウリプの隣に埋葬された。まず彼の妻が一掬いの土を満たし、続いて首相が行った。インドネシア政府は国中の旗を半旗にするよう命じ、スディルマンは大将へと昇進した。タヒ・ボナール・シマトゥパン少将が陸軍の新たな司令官に命じられた。スディルマンの伝記はその年以降も出版されており、1970年にはスディルマンの演説をまとめた書物が出版された。

## 遺産

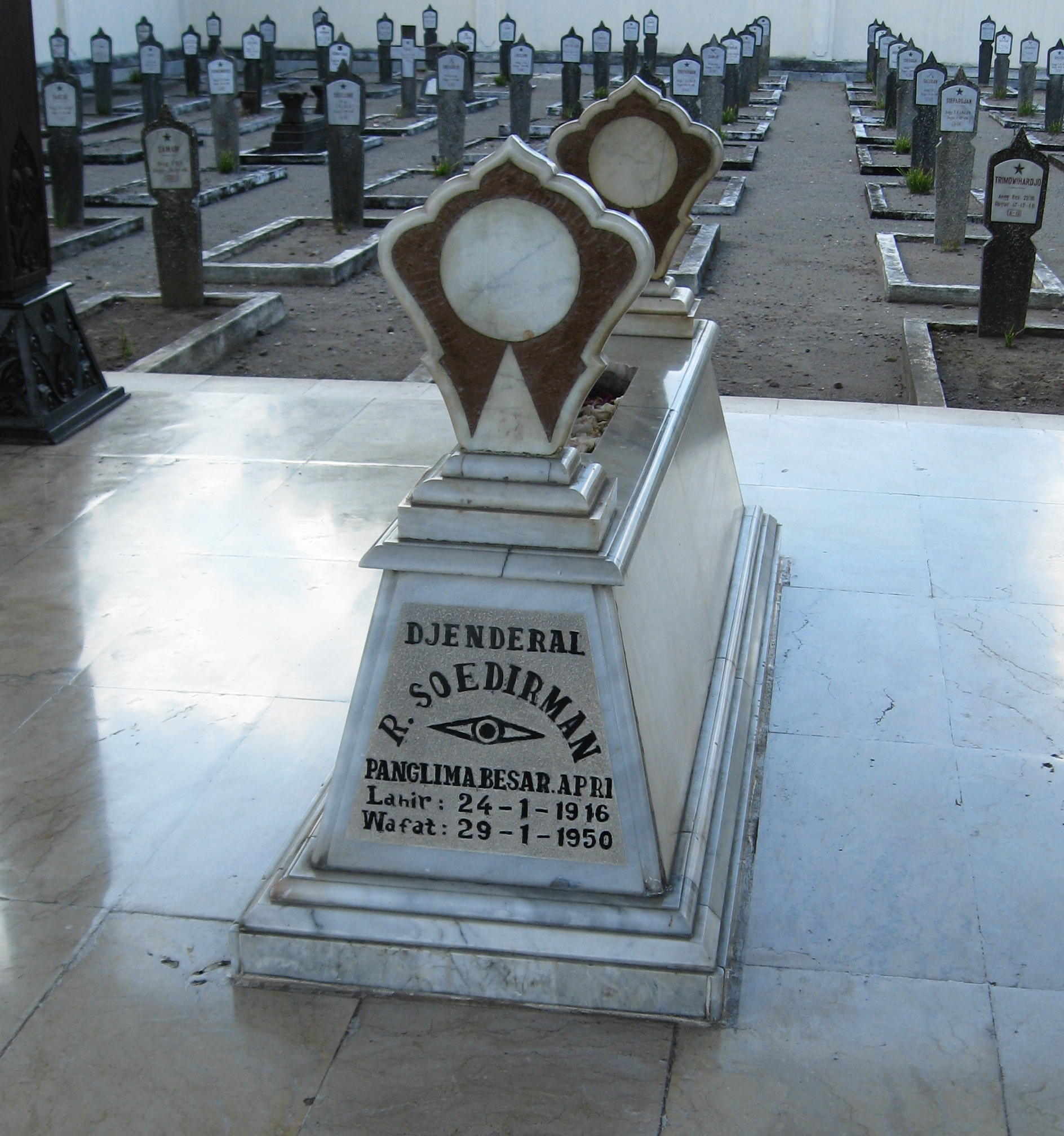
ジョグジャカルタのクスマヌガラ英雄墓地にあるスディルマンの墓。この墓は巡礼の目的地となっている。

ジョグジャカルタを拠点とする日刊新聞クドラタン・ラクジャトは追悼記事の中で、インドネシアは「勇敢な真の英雄」を失ったと述べている。ジョグジャカルタ地域を担当するパク・アラム8世少将は国営通信社のアンタラに対し、すべてのインドネシア人、特に陸軍軍人は「祖国に対し数えきれない功績を残した理想の父親像を失った」と述べている。インドネシアのムスリム指導者ハムカ（ハジ・アブドゥル・マリク・カリム・アムルッラー）はスディルマンの死後すぐの時期に、スディルマンを「インドネシアの英雄により示されている精神面の強さの象徴」として描いている。一方で、ムスリムの政治家ムハッマド・イサ・アンシャリーはスディルマンを「革命の寵児であり、彼は革命のさなかに生まれ、革命により身を立てた」と述べている。ラジオ演説の中で、ハッタはスディルマンを制御不可能で頭が硬いが、究極的には国にとって正しいことを行うことを目指していた人物であったと述べている。ハッタはまた、スディルマンは政府高官を好まないことがしばしばあったが、彼は通常命令に従っていたと記している。しかし、ハムンクブワナ4世はアブドゥル・ハリス・ナスティオンやタヒ・ボナール・シマトゥパンのようなKNILで訓練を受けた兵士はスディルマンの生まれや軍事技術に関する知識の乏しさに失望していたと述べている。
現代のインドネシアにおいて、スディルマンは賛美される傾向にある。ジョグジャカルタ州立大学歴史学教授のサーディマンは、スディルマンは火のような勢いのある演説で知られるスカルノと同じく活発な演説家であり、情熱的で清廉潔白な指導者であったと記している。 インドネシアの歴史家であり、前教育文化相のヌグロホ・ノトスサントは軍の士気高揚の由来となったスディルマンのゲリラ時代を引用して、スディルマンを「自身の唯一のアイドル」と述べている。スディルマン大将のゲリラ作戦は彼の伝記の中で強調されているが、これはゲリラ作戦時、軍が亡命中の政治指導者よりも重要な役割を果たしたためである。1970年代以降、軍のすべての幹部候補生は卒業に先立ち、スディルマンが体験した闘争の感覚を追体験するため、100kmの「巡礼」を行わなければならなかった。スディルマンの墓もまた軍及び一般市民にとってこの「巡礼」の目的地であった。メルボルン大学のキャサリン・マクレガーによれば、インドネシア軍はスディルマンを聖人のように崇め奉っている。
スディルマンは死後インドネシア政府から数々の褒章を受け取ったが、この中にはビンタン・サクティ、ビンタン・ゲリリャ、ビンタン・マハプトゥラ・アディプルナ、ビンタン・マハプトゥラ・プラタマ、ビンタン・レプブリク・インドネシア・アディプルナ、ビンタン・レプブリク・インドネシア・アディプラダナなどの賞が含まれている。1964年12月10日、スディルマンは1964年度大統領令314号によりインドネシアの国民的英雄であると宣言された。ウリプもまた同じ大統領令で国民的英雄であると宣言された。さらに1997年には陸軍元帥の称号が追贈された。

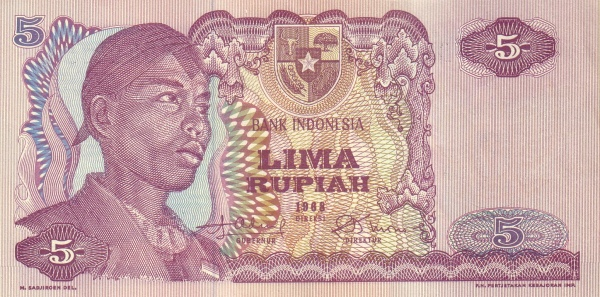
スディルマンが描かれた5ルピア紙幣、1968年に発行された。

マクレガーによると、政治権力を得るにつれ、軍は次第にスディルマンのイメージをリーダーシップの象徴として使用するようになった。1968年に発行されたすべてのルピア紙幣にスディルマンの写真が使用された。彼はJanur Kuning（黄色いココナッツの葉、1979年）、Serangan Fajar（夜明けの襲撃、1982年）などを含む複数の戦争映画において主役として登場している。
スディルマンを偲び、数々の博物館が建設されている。プルバリンガにある少年時代の家は現在スディルマン博物館になっており、ジョグジャカルタにある彼の自宅は現在スディルマン大将サスミタロカ博物館になっている。スディルマンが亡くなったマグランにある家もまた現在はスディルマン博物館になっている。この博物館は1967年5月18日に設立され、スディルマンゆかりの事物を展示している。ジョグジャカルタにあるジョグジャ・クンバリ像やジャカルタにあるサトリア・マンダラ博物館を含む他の博物館には彼を供養する部屋が用意されている。 インドネシアには首都ジャカルタの大通りを含め、スディルマンの名前を冠した通りが数多くある。マクレガーはインドネシア国内のほぼすべての都市にスディルマン通りがあると述べている。スディルマンの彫像やモニュメントもまたインドネシア国内全域に存在しており、それらのほとんどが1970年以降に制作された。バニュマスにある1963年創立のスディルマン将軍大学は彼の名前をとって名付けられている。
東京裁判が行われた日本の市ヶ谷防衛省の構内には、インドネシア政府により寄贈されたスディルマン将軍の銅像が立っている。